# Rdest alpský
Rdest alpský neboli rdest červenavý (Potamogeton alpinus) je druh jednoděložných rostlin z čeledi rdestovité (Potamogetonaceae).

## Popis
Jedná se vodní rostlinu s oddenkem, listy i lodyhy jsou často nachově zbarvené a při sušení dále červenají až rezavějí, turiony se nevytváří. Patří mezi tzv. širokolisté rdesty, je zde nápadná hetorofylie, jinak vypadají listy ponořené a jinak listy plovoucí na hladině. Lodyha je do 200 cm dlouhá, víceméně oblá. Ponořené listy jsou jednoduché, přisedlé, střídavé, čepele jsou kopinaté až podlouhle eliptické, asi 4,5–18 cm dlouhé a asi 1–2,5 cm široké. Báze čepele je klínovitá, zaokrouhlená až poloobjímavá. Plovoucí listy jsou řapíkaté, eliptické až obkopinaté, asi 4–7 cm dlouhé a 1–2,5 cm široké, na bázi často přecházejí v klínovitě se zužující řapík. Palisty jsou vyvinuty, tvoří okrově bílý až rezavě hnědý jazýček. Květy jsou v květenstvích, v klasech na 5–18 cm dlouhých stopkách. Okvětí není rozlišeno na kalich a korunu, skládá se ze 4 okvětních lístků, většinou nenápadných, zelenavých až hnědavých, někteří autoři je však považují za přívěsky tyčinek. Tyčinky jsou 4, srostlé s okvětím. Gyneceum je apokarpní, složené z 4 plodolistů. Semeník je svrchní. Plodem je nažka, na vrcholu s krátkým zobánkem.

## Rozšíření ve světě
Rdest alpský patří k severněji rozšířeným rdestům, roste v severnější Evropě a Asii (zvláště Sibiř), v Grónsku a Severní Americe, v jižní části USA ale už chybí.

## Rozšíření v Česku
V ČR je to v současnosti vzácný a silně ohrožený druh (kategorie C2), vyskytuje se od nížin do hor. Nejčastěji roste v rašelinných tůňkách, rybnících, horských řekách, mrtvých říčních ramenech a v potocích. V minulosti byl hojnější, ale ustoupil díky intenzivnímu chovu ryb a znečištění vod.